# Bernhard Neumann (mathématicien)
Pour les articles homonymes, voir Bernhard Neumann (chimiste) (de), Bernard de Neumann (en) et Neumann .
Bernhard Hermann Neumann (1909 à Berlin – 2002 à Canberra) est un mathématicien germano-anglo-australien spécialiste de théorie des groupes, en particulier des groupes finis.

## Biographie
Neumann était le fils de l'ingénieur d'AEG Richard Neumann et grandit à Berlin. Il étudia à partir de 1928 à l'université Albert Ludwig de Fribourg-en-Brisgau et à l'université de Berlin, où il eut entre autres comme professeurs Erhard Schmidt, Robert Remak (en), Issai Schur, Alfred Brauer et Heinz Hopf. En 1932, il soutint une thèse, dirigée par Schur. Après la prise du pouvoir par les nazis, Neumann, qui était juif, dut émigrer à Amsterdam, puis à Cambridge où il passa, en 1935, une seconde thèse (dirigée par Philip Hall) et devint assistant sans solde. À partir de 1937, il fut Assistant Lecturer à l'université de Cardiff. En 1938, il épousa Hanna Neumann (née von Caemmerer) – ils s'étaient connus comme étudiants à Berlin. En février 1939, il fit un court voyage en Allemagne, pour ramener en Angleterre ses parents, juifs résistants. Pendant la guerre, il fut brièvement prisonnier, puis incorporé dans divers services de l'armée britannique, finissant au renseignement militaire à Berlin. En 1946, il fut Lecturer à Hull et à partir de 1948, à Manchester, où il fut promu Reader. En 1961, il devint professeur et doyen du département de mathématiques de l'Institute of Advanced Studies de l'université nationale australienne de Canberra, où il resta après son éméritat en 1974.
Il eut comme étudiants de thèse, entre autres, Gilbert Baumslag et James Wiegold (en).
Bernhard et Hanna Neumann eurent cinq enfants (deux filles et trois fils) dont quatre furent mathématiciens, le plus connu étant Peter Neumann. En 1973, après la mort de Hanna, Bernhard épousa Dorothea Frieda Auguste Zeim.
Il jouait du violoncelle dans un orchestre.

## Œuvre et honneurs
Dans sa seconde thèse, Neumann introduisit les « variétés de groupes » et rechercha entre autres si elles possédaient une base finie (Alexander Olshanskiy répondit par la négative pour le cas général en 1969).
En 1949, il démontra, avec Hanna Neumann et Graham Higman, le principal théorème sur les extensions HNN (nommées d'après leurs trois initiales), dont il résulte entre autres que tout groupe dénombrable se plonge dans un groupe à deux générateurs.
Neumann s'intéressait aussi à l'histoire des mathématiques, entre autres à Ada Lovelace et ses rapports avec Charles Babbage et Augustus De Morgan.
En Australie, il joua un rôle important dans l'organisation des mathématiques à l'université et la formation des enseignants. Il fut fait pour cela compagnon de l'Ordre d'Australie en 1994.
Neumann fut vice-président de la London Mathematical Society de 1957 à 1959 et (vice-président puis) de 1966 à 1968, président de la Société australienne de mathématiques. En 1949, il reçut le prix de la Société scientifique d'Amsterdam. En 1952, il remporta le prix Adams (pour : An Essay on free products of groups with amalgamations). Il fut élu Fellow de la Royal Society en 1959 et devint en 1963 membre de l'Académie australienne des sciences, pour laquelle il publia en 1980-81 six volumes de Mathematics at work. En 1970, il fut orateur invité au congrès international des mathématiciens à Nice (le titre de sa conférence était : Properties of countable character).

## Publications
- Lectures on Topics in the Theory of Infinite Groups, 1960
- Selected Works of Bernard and H. M. Neumann, 6 volumes

Son nombre d'Erdős est 2.